# Sébastien Bourdais

Sébastien Bourdais, född 28 februari 1979 i Le Mans, är en fransk racerförare.

## Racingkarriär
Bourdais tävlade i formel 3000 och vann mästerskapet i klassen 2002. Han gick vidare till Champ Car och stallet Newman/Haas Racing 2003 där han vann mästerskapet 2004, 2005, 2006 och 2007. Även om serien ansågs urvattnad när Bourdais körde där är han en av de statistiskt mest framgångsrika formelbilsförarna i amerikansk racinghistoria. Han var även långt framme i Indianapolis 500 vid ett inhopp 2005.
Bourdais debuterade i formel 1 för Toro Rosso säsongen 2008. Han tog två poäng i sitt debutlopp i Australien 2008, men sedan blev det endast två till. Säsongen 2009 uppfyllde han inte stallets förväntningar och fick sparken efter nio körda lopp i vilka han sammanlagt tog två poäng.

## F1-karriär
| Säsong                | Stall/Tillverkare     | Placering             | Lopp | Poäng | Etta | Tvåa | Trea | Pole | Varv |
| --------------------- | --------------------- | --------------------- | ---- | ----- | ---- | ---- | ---- | ---- | ---- |
| 2008                  | Toro Rosso-Ferrari    | 17                    | 18   | 4     |      |      |      |      |      |
| 2009                  | Toro Rosso-Ferrari    | 19                    | 9    | 2     |      |      |      |      |      |
| Sammanlagt 2 säsonger | Sammanlagt 2 säsonger | Sammanlagt 2 säsonger | 27   | 6     | 0    | 0    | 0    | 0    | 0    |